# Membrana basal

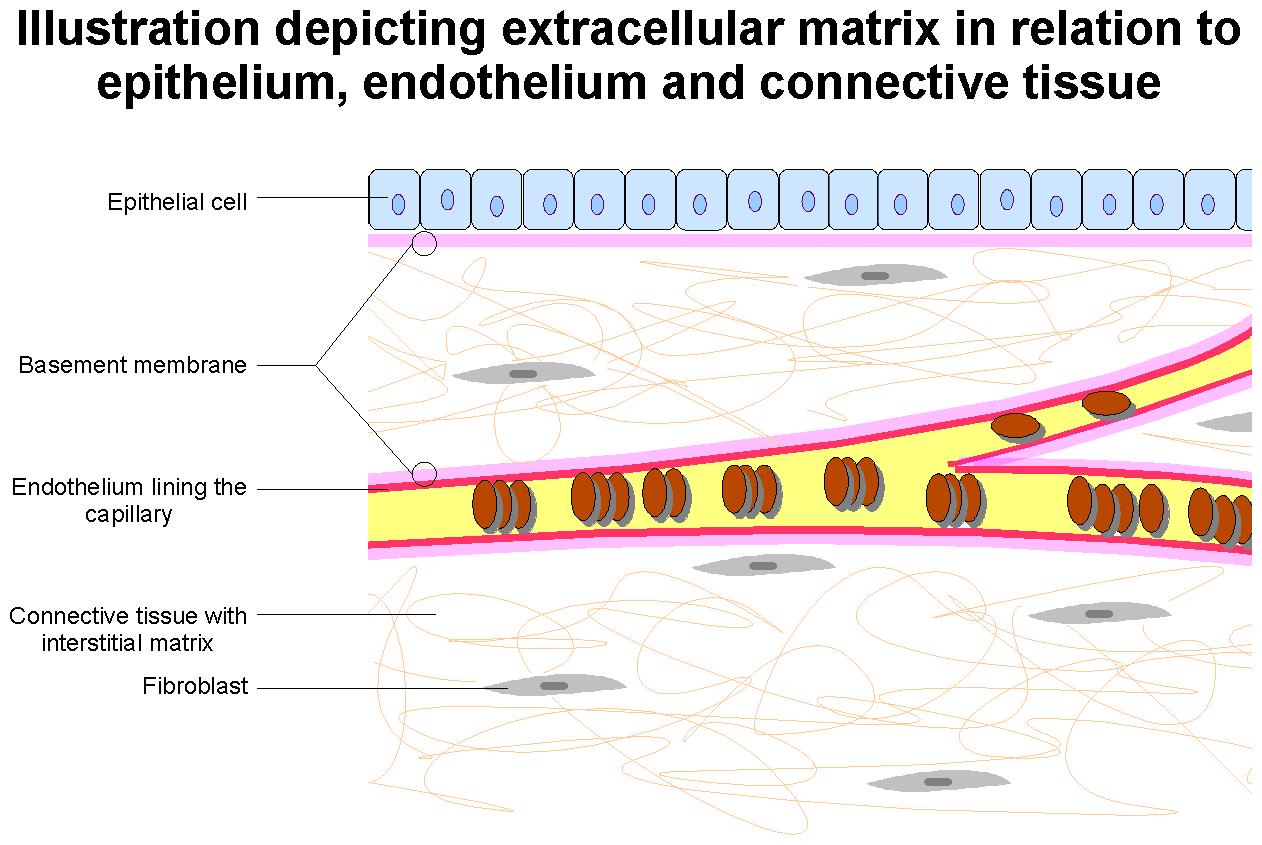
Diagrama representant la membrana basal amb relació a l'epiteli i endoteli

La membrana basal és una fina capa de fibres que envolta els epitelis per sota i que pot ser de gruix variable. Forma una mena de teixit que emplena l'espai entre els òrgans. La membrana basal és la fusió de dues làmines, la làmina basal i la làmina reticular (o lamina reticularis). La làmina reticular està unida a la làmina basal per fibril·les d'ancoratge i microfibril·les (fibril·lina). Les dues capes es coneixen de manera col·lectiva com membrana basal. Els exemples més notables de membranes basals es troben en la filtració glomerular del ronyó.

## Funció
La funció principal de la membrana basal és ancorar l'epiteli al teixit connectiu que té a sota. Això s'aconsegueix mitjançant adhesions de la matriu extracel·lular a les molècules d'adhesió del substrat (SAMs).
La membrana basal actua com una barrera mecànica prevenint la invasió dels teixits profunds per part de cèl·lules malignes.
La membrana basal és també essencial per l'angiogènesi (desenvolupament de nous vasos sanguinis). Les proteïnes de les membranes basals s'ha demostrat que acceleren la diferenciació cel·lular de les cèl·lules de l'endoteli.

## Malalties
El funcionament pobre de la membrana basal origina algunes malalties, això pot ser causat per 
- Trastorns genètics, Per exemple la síndrome d'Alport o la síndrome de Knobloch.
- Malalties autoimmunitàries. Exemples: el col·lagen tipus IV de la membrana basal es comporta com autoantigen en la síndrome de Goodpasture; amb un engruiximent de la membrana en el lupus eritematós sistèmic o dermatomiositis.
- Altres mecanismes, com en l'epidermòlisi ampul·lar.